# Cylob
Cylob, nom de scène de Chris Jeffs, né en 1976 en Angleterre, est un compositeur britannique de musique électronique.

## Biographie
Chris Jeffs découvre la musique électronique en 1991. Il commence à produire ses propres morceaux peu après et attire l’attention de Richard D. James (alias Aphex Twin), avec qui il se lie d’amitié. Ce dernier le signe sur le label Rephlex Records, dont il est cofondateur.
Cylob devient rapidement une figure importante du label, aux côtés d’artistes comme DMX Krew ou Bogdan Raczynski, et participe activement à la définition du genre Braindance, promu par Rephlex comme une alternative à l’IDM.
En parallèle de ses sorties sous le nom Cylob, Chris Jeffs publie plusieurs maxis et un album sous le pseudonyme Kinesthesia. En 2007, il crée son propre label, Cylob Industries, afin de diffuser ses productions de manière plus indépendante.
Son style est marqué par une approche expérimentale et souvent ludique du son, mêlant rythmiques complexes, textures rétro-futuristes et structures non conventionnelles. Il explore des genres variés, de la techno à l’ambient, en passant par le breakbeat ou la synth-pop décalée.

## Discographie sélective

### Albums
- 1996 : Cylobian Sunset (Rephlex)
- 1996 : Loops & Breaks (Rephlex)
- 1996 : Empathy Box (Rephlex), sous l'alias Kinesthesia
- 2001 : Mood Bells (Rephlex)
- 2007 : Formant Potaton (Cylob Industries)
- 2007 : Bounds Green (WéMè Records)
- 2007 : Trojan Fader Style (Cylob Industries)
- 2015 : The Quantum Loonyverse (Cylob Industries)
- 2020 : 54 Minute Mirage (Cylob Industries)
- 2020 : One Less Pitch (Cylob Industries)
- 2021 : Almost Sunset: From the Archives 94–95 (Cylob Industries)
- 2021 : PLACEHOLDER (Cylob Industries)
- 2021 : Tomorrow Foolish Logic (Cylob Industries)
- 2023 : I Will Cross Any Bridge (Cylob Industries)

### EP et maxis
- 1993 : Kinesthesia Volume 1 (Rephlex), sous Kinesthesia
- 1995 : Kinesthesia Volume 2 (Rephlex), sous Kinesthesia
- 1995 : Industrial Folk Songs (Rephlex)
- 1996 : Empathy Box Remixes (Rephlex), sous Kinesthesia
- 1997 : Cylobs Latest Effort (Rephlex)
- 1997 : Diof 97 (Rephlex)
- 1998 : Rewind! (Rephlex)
- 1998 : Are We Not Men Who Live and Die (Rephlex)
- 1999 : Living in the 1980s (Rephlex)
- 1999 : Lobster Tracks (Rephlex)
- 2001 : Cut the Midrange Drop the Bass (Rephlex)
- 2004 : Spider Report (Breakin' Records)
- 2004 : Cylob Music System Vol. 1 & 2 (Rephlex)
- 2007 : Rock the Trojan Fader (Cylob Industries)
- 2015 : Inflatable Hope (Power Vacuum)